# Undheims kyrka
Undheims kyrka (norska: Undheim kirke) är en församlingskyrka i Norska kyrkan i Time kommun i Rogaland fylke i sydvästra Norge. Den finns i tätorten Undheim. Den är församlingskyrka för Undheims socken som ingår i Jærens prosteri i Stavangers stift.

## Historia

### Den gamla kyrkan
Den ursprungliga kyrkan i Undheim byggdes 1921 av arkitekten Halvorsen. Den kyrkan var byggd av trä och hade cirka 260 platser. Bild i Digitalt museum:
Kyrkan fattade eld och brann ner den 10 juli 1998. Den ersattes av en ny kyrka som invigdes 9 december 2001.

### Den nya kyrkan
Den nya vita betongkyrkan byggdes 2001 med design av arkitektföretaget Link arkitektur. Den nya kyrkan ligger något norr om den plats där den gamla fanns. Den nya ligger i nord/sydlig riktning med ingång från söder. Den ritades av Signatur arkitekter (senare blev fusionerat med Link arkitektur). Kyrkan har 300 sittplatser samt 40 platser på läktaren. Kyrkan har en elektronisk orgel. Taket renoverades 2018.

### Fotnoter
1. ↑  ”Digitalt museum” (på norska). https://digitaltmuseum.no/021016280861/undheim-kapell. Läst 29 december 2020.
2. ↑  ”Undheim kyrkjestad / Undheim kapell” (på norska). Norwegian Directorate for Cultural Heritage. https://kulturminnesok.no/minne/?queryString=https%3A%2F%2Fdata.kulturminne.no%2Faskeladden%2Flokalitet%2F85724. Läst 29 december 2020.
3. ↑  ”Oversikt over Nåværende Kirker” (på norska). KirkeKonsulenten.no. http://www.kirkekonsulenten.no/kirker.htm. Läst 15 september 2020.
4. ↑  ”Undheim kirke – Rehabilitasjon av tak” (på norska). Arkiverad från originalet den 25 oktober 2020. https://web.archive.org/web/20201025164955/https://pundheim.no/projects/undheim-kirke/. Läst 29 december 2020.